# 伊巴丹
伊巴丹（英語：Ibadan），尼日利亚奥约州首府。位于尼日利亚西南部，是全国第二大城市，2006年人口2,550,593。

## 历史
始建于19世纪30年代，曾为尼日利亚第一大城市。是奥约州重要的工商业城镇和交通中心。以生产精致的手工纺织品和金属工具而闻名。